# Calvin Faucher
Calvin Louis Faucher (Chula Vista, California, 22 de septiembre de 1995), más conocido como Calvin Faucher, es un jugador profesional estadounidense de béisbol que se desempeña en la posición de lanzador en Miami Marlins, equipo de las Grandes Ligas de Béisbol (MLB).

## Carrera
Faucher hizo su debut en la MLB con el equipo Tampa Bay Rays, en el cual jugó dos temporadas (2022-2023), después pasó a Miami Marlins, donde lleva jugando una temporada.